# Oprítchnik
Oprítchnik (em russo:  Опричник) é uma ópera em quatro atos e cinco cenas, de Piotr Ilitch Tchaikovski para seu próprio libreto baseado na tragédia Oprítchniki ( em russo:  Опричники) de Ivan Lajetchnikov (1792–1869). O tema da ópera são os oprítchniki, e ela é ambientada na corte de Ivan IV, o Terrível, durante os tempos da oprítchnina (1565-1573). 
Tchaikovski trabalhou nesta ópera de fevereiro de 1870 a março de 1872. Ela inclui uma música de sua primeira ópera Voievoda (1869), e é dedicada ao grão-duque Konstantin Nikolaievich Romanov. Ela estreou no Teatro Mariinski, em São Petersburgo, em 24 de abril de 1874, seguido por uma estréia em Moscou, em 16 de maio de 1874, no Teatro Bolshoi . 

## Papéis e intérpretes
| Papel                              | Tipo de voz  | Estreia em São Petersburgo 24 de abril (12 de abril) de 1874 (Maestro: Eduard Naprávnik) | Estréia em Moscou 16 de maio (4 de maio) de 1874 (Maestro: Eduard Merten) |
| ---------------------------------- | ------------ | ---------------------------------------------------------------------------------------- | ------------------------------------------------------------------------- |
| Príncipe Jemtchujni                | Baixo        | Vladimir Vasiliev                                                                        | Demidov                                                                   |
| Natalia, sua filha                 | Soprano      | Wilhelmina Raab                                                                          | Smelskaia                                                                 |
| Molchan Mitkov, o noivo de Natalia | Baixo        | V. F. Sobolev                                                                            |                                                                           |
| Boiarïnia Morozova, a viúva        | Meio-soprano | Aleksandra Krutikova                                                                     | Kadmina                                                                   |
| Andrei Morozov, seu filho          | Tenor        | D. A. Orlov                                                                              | Aleksandr Dodonov                                                         |
| Basmanov, um jovem oprichnik       | Contralto    | V. M. Vasiliev                                                                           | Aristova                                                                  |
| Príncipe Viazminski                | Barítono     | Ivan Melnikov                                                                            | Radonejski                                                                |
| Zakharievna                        | Soprano      | Olga Shreder (Schröder)                                                                  |                                                                           |
| Coro, papéis silenciosos: Pessoas  |              |                                                                                          |                                                                           |

## Instrumentação
- Cordas: Violino 1, violino 2, violas, violoncelos e contrabaixos
- Instrumentos de sopro: flautim, 2 flautas, 2 oboés, 2 clarinetes (1 em Si bemol, 1 em A), 2 fagotes
- Metais: 4 cornos (em F), 2 trompetes (em D, F e C), 3 trombones, tuba
- Percussão: Timbales, triângulo, címbalos, bombo
- Outros: Harpa

## Sinopse

### Ato I
No. 1 — Cena
No. 2 — Coro das Donzelas
No. 2a – Canção de Natalia
No. 3 — Cena & Coro
No. 4 — Cena e Coro
No. 5 — Recitativos
No. 5a – Arioso de Basmanov
No. 6 — Arioso de Natalia
No. 6a – Coro das Donzelas

### Ato 2
Entr'acte 
No. 7 — Cena & Ária de Morozova
No. 8 — Cena e Dueto
No. 9 — Prelúdio, Cena e Final
No. 9a – Aria do Príncipe Viazminski
No. 9b – Aria de Andrei

### Ato 3
Entr'acte 
No. 10 - Coro de Pessoas
No. 11 - Recitativos, Coro de Meninos & Dueto
No. 12a - Cena
No. 12b - Arioso de Natalia
No. 13 - Final

### Ato 4
No. 14 - Coro de Casamento
No. 15 - Danças dos Oprítchniks e mulheres
No. 16 - Recitativos, Coro e Dueto
No. 17 - Coro e Cena
No. 18 - Cena e Quarteto
No. 19 - Cena de encerramento
Nota: O entr'acte do Ato II pode ter sido escrito e composto por Vladimir Shilovski. 

## Gravações notáveis
- 1948, Alexei Koroliov, Natalia Rojdestvenskaia, Vsevolod Tiutiunnik, Liudmila Ivanovna Legostaieva, Dmitri Tarkhov, Zara Dolukhanova, Konstantin Poliaev, Antonina Kleschtschova. Coro e Orquestra da Rádio de Moscou, Aleksander Orlov (maestro).
- 1980, Vladimirov, Milichkina, Nikitina, Matorin, Kuznetsov, Kotov, Klionov. Gennadi Provatorov (maestro). Coro e Orquestra da Televisão Central e da Rádio da URSS.
- 2003, Vassili Savenko (príncipe Jemtchujni), Elena Lassoskaia (Natalia), Dmitri Ulianov (Molchan Mitkov), Irina Dolienko (Boiarina Morozova), Vsevolod Grivnov (Andrei Morozov), Alexandra Dursseneva (Basmanov), Vladimir Ognovienko (Príncipe Viazminski), Cinzia de Mola (Zakharievna). Orquestra e Coro do Teatro Lirico de Cagliari, Gennadi Rojdestvenski (maestro).